# Asjdod
Asjdod (Hebreeuws: אַשְׁדּוֹד) is een havenstad en badplaats in het westen van Israël, gelegen aan de Middellandse Zee.
De stad ligt ongeveer 41 kilometer ten zuidwesten van Tel Aviv, en 33 kilometer ten noordoosten van Asjkelon. In 2019 had de stad ongeveer 225.000 inwoners en is daarmee de vijfde stad van Israël. Asjdod is ook een van de steden met de grootste bevolkingsgroei van het land. Het heeft bovendien de derde charedische gemeenschap in grootte van Israël (na Jeruzalem en Benee Brak) en de grootste gemeenschap van Georgische Joden ter wereld.

## Namen van Ashdod
Tijdens het Hellenistische tijdperk en tijdens de kruistochten werd de stad Azotus genoemd, Azotos was de Griekse vertaling van Asjdod in de Septuaginta. Later, toen de Arabieren het veroverden (of eigenlijk het nabijgelegen Ashdod-Yam), kreeg het de naam Minat Al-Qala (kasteelhaven). De laatste eeuwen lag hier een klein dorpje, dat pas in 1957 begon uit te groeien tot een stad.

## Geschiedenis
De oude stad, waarvan de overblijfselen 3 kilometer zuidelijker liggen, wordt in de Hebreeuwse Bijbel genoemd, eerst als een van de steden van de Anakim, en later als een van de vijf steden van de Filistijnen, wat op een geschiedenis duidt van duizenden jaren. Archeologische vondsten wijzen uit dat Asjdod al in die tijd een belangrijke havenstad was. In de stad werd de god Dagon vereerd, die een godheid was die met de zee te maken heeft (Dag betekent vis in het Hebreeuws). Na de 16e eeuw v.Chr. werd de stad diverse malen veroverd en verwoest, o.a. door Assyriërs, Romeinen, Perzen en Byzantijnen. Ook in het Hellenistische Rijk en het Romeinse Rijk was het een belangrijke havenstad.
Literaire bronnen uit de oudheid en opgravingen ter plaatse bieden veel informatie over de geschiedenis van de stad. Onder leiding van Moshe Dothan zijn tussen 1962 en 1972 opgravingen verricht op Tel Asjdod (enkele kilometers verwijderd van de huidige stad), gevolgd door verschillende kleinschalige archeologische onderzoeken. In 2003-2004 zijn opnieuw opgravingen verricht voorafgaand aan de aanleg van een spoorlijn.
De stad bestond in de oudheid uit twee delen: een akropolis met een oppervlakte van circa 8 hectare en een benedenstad waarvan de exacte omvang niet bekend is, maar die ten minste 40 hectare bedroeg.

### Vroege bewoning
Op grond van aardewerkvondsten menen sommigen dat reeds in het Chalcolithicum een nederzetting lag op de plaats van Tel Asjdod, maar hierover bestaat onder archeologen geen eenstemmigheid.
Duidelijk is in elk geval dat de eerste versterkte stad op Tel Asjdod verrees rond de 17e eeuw v.Chr. Uit deze periode is een stadspoort aangetroffen met resten van aarden verdedigingswallen. Enige tijd na het ontstaan van de stad is de stadspoort verwoest en met nieuwe stadsmuren weer opgebouwd.
In de Late Bronstijd (ca. 15e-12e eeuw) groeide de stad uit tot een belangrijk handelscentrum, waarbij de haven van de stad een belangrijke rol spelen. Tekstvondsten uit Ugarit vermelden Asjdoditische handelaren in purperen wol en kleding. Gevonden resten van purperslakken in Asjdod zelf getuigen inderdaad van een purperindustrie. Andere archeologische vondsten getuigen van handel met Cyprus en Egypte. In deze periode was Asjdod omgeven door een sterke, stenen stadsmuur en ook andere fortificaties zijn aangetroffen. Door de stad zelf liep een brede, geplaveide weg. In deze periode stond de stad onder Egyptisch bestuur, zoals overigens heel Kanaän. Egyptische inscripties, waarvan er een de cartouche van Ramses II bevat en een andere mogelijk zelfs teruggaat tot de 18e dynastie, illustreren de politieke rol van Egypte in deze periode.
Aan het einde van de 13e eeuw v.Chr. is de stad zwaar verwoest. De verwoesting maakte een einde aan de periode van Egyptisch bestuur.

### Filistijns Ashdod

#### Zeevolken (eind 13e/begin 12e eeuw)
Na de verwoesting zijn delen van de stad weer herbouwd. Uit het feit dat gebouwen een andere functie kregen dan voorheen en uit aardewerkvondsten blijkt dat een nieuwe bevolking in Asjdod neerstreek. Op basis van aardewerkvondsten neemt men aan dat het gaat om een eerste groep zeevolken, maar nog niet om de Filistijnen.

#### Vroege Filistijnse bewoning (12e-11e eeuw)

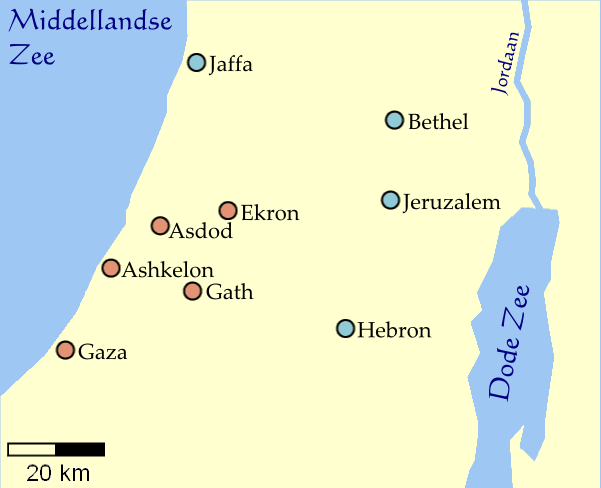
Ashdod binnen de Filistijnse Pentapolis.

In de eerste helft van de 12e eeuw v.Chr. vestigen de Filistijnen zich in Asjdod, zoals te zien is aan een duidelijke verandering in de aard van de archeologische vondsten, met name het aardewerk. Vanaf deze tijd behoort de stad, samen met Asjkelon, Gaza, Ekron en Gat tot de Filistijnse pentapolis (vijfstedenbond). De Filistijnen herbouwden de stad verder op de resten van de oude Kanaänitische stad. De stad werd omgeven met een sterke stadsmuur. Zoals ook in andere Filistijnse steden werd de industrie in een aparte wijk gevestigd. Hier werd onder meer aardewerk en glas geproduceerd. Ook zijn inscripties in een aan Cypro-Minoïsch verwant schrift aangetroffen.
De belangrijkste vondst uit deze periode is een figurine van een godin, gezeten op een troon (een zgn. "Asjdoda", genoemd naar Asjdod). De figurine is typisch Filistijns, maar heeft Egeïsche kenmerken. Moshe Dothan zag een verband met een Mycene moedergodin, maar deze interpretatie is niet onbetwist. Bij latere opgravingen in andere Filistijnse steden zijn soortgelijke figurines uit de vroege Filistijnse periode aangetroffen.

#### Ca. 1000-800
In de tiende eeuw nam de stad snel in omvang toe. Op de akropolis werden nieuwe woonwijken gebouwd, waarvoor onder meer de oude stadsmuren moesten wijken. Ook de benedenstad werd nu bewoond. Een nieuwe stadsmuur van 4 tot 4,5 meter breed werd om de gehele stad heen aangelegd. Ook werden torens en andere versterkingen aangebracht. Nog steeds werd er handel gedreven. Mogelijk had de stad in deze periode ook een metaalindustrie.
Belangrijke vondsten uit deze periode zijn een cultusstandaard, waarop 5 figurines staan afgebeeld die muziekinstrumenten bespelen, onder een processie. De vondst wijst mogelijk op de opkomst van de Dagonverering, die in deze periode aan Asjdod wordt toegeschreven, en die zich onderscheidt van de godinverering uit vroeger tijd.
In de eerste helft van de 10e eeuw is de stad verwoest, vermoedelijk door toedoen van farao Siamun. De stad werd echter snel weer herbouwd en nog zwaarder versterkt dan voorheen.
Ook in de komende tijd bleef de stad groeien. Veranderingen in de vorm van het aardewerk illustreren de culturele assimilatie in deze periode, doordat het typisch Filistijnse aardewerk steeds meer vermengd raakt met Kanaänitische invloeden. In andere Filistijnse steden speelt zich rond diezelfde tijd een vergelijkbaar proces af.

### Neo-Assyrische periode
Vanaf ca. 800 neemt de invloed van het Neo-Assyrische Rijk op het gebied toe en worden de Filistijnen schatplichtig aan Assyrië. Asjdod blijft echter nog steeds een factor van betekenis, ondanks dat een deel van de stad rond 760 verwoest werd, vermoedelijk door toedoen van koning Uzzia van Juda.
Onder de Assyrische koning Sargon II kwamen Asjkelon en Asjdod in opstand. In zijn veldtocht van 713-711 greep Sargon echter in. Rond 712 werd een deel van de stad zwaar verwoest. De stadspoort en een deel van de stadsmuur werden neergehaald. Enkele massagraven uit deze periode getuigen van het grote aantal slachtoffers dat daarbij viel. De verwoesting van Asjdod wordt genoemd in de Bijbel en in Assyrische bronnen, alsmede op een in Ashdod gevonden inscriptie.
In 705 sloten de Filistijnse steden zich aan bij Hizkia's opstand tegen Sanherib. Toen Sanherib in 701 echter het gebied heroverde, behoorde de Asjdoditische vorst Mitinti tot eersten die zich overgaf en hem schatting betaalden. Ashdod werd ingelijfd als een Assyrische provincie. De stadspoort en de muren werden hersteld, mogelijk door Sanherib als beloning voor Mitinti's loyaliteit. Bij opgravingen in 2003-2004 is een groot Assyrisch paleis uit deze periode aangetroffen, dat vermoedelijk de residentie was van de Assyrische gouverneur.
Vondsten uit de tweede helft van de zevende eeuw laten zien dat Asjdod veel handel dreef met het koninkrijk Juda.

#### Babylonische periode
Na de Babylonische verovering van het gebied (ca. 627) nam de welvaart van de stad snel af. De poorten en muren raakten in verval. Mogelijk is de stad aan het einde van de zevende eeuw zelfs korte tijd door Juda ingelijfd. Wel was er nog sprake van aardewerk- en mogelijk metaalindustrie.
Rond 604 v.Chr. veroverde de Babylonische koning Nebukadnezar II het gebied en daarbij verwoestte hij ook Asjdod. Een groot deel van de bevolking, of in ieder geval de elite, werd in ballingschap weggevoerd. Dit is het einde van Asjdod als typisch Filistijnse stad.

### Perzische en Hellenistische periode
In de Perzische periode wordt Asjdod in historische bronnen vermeld, maar de vondsten uit deze periode zijn beperkt. Wel is er aardewerk gevonden (waaronder een potscherf met de naam 'Zebadja') en een vermoedelijk Perzisch bestuurscentrum.
Vanaf de Hellenistische periode wordt de stad in historische bronnen aangeduid als Ἂζωτος, Azotos of (gelatiniseerd) Azotus. Onder de Ptolemaeën is de stad opnieuw gegrondvest, waaraan een zorgvuldige stadplanning voorafging. Er werden straten aangelegd en nieuwe gebouwen geplaatst. Archeologische vondsten getuigen opnieuw van handel over zee, nu met Rhodos en Attika. Volgens Flavius Josephus had de stad in deze periode opnieuw een tempel voor Dagon, die echter tijdens de Makkabese opstand verwoest werd.
Even na 114 v.Chr. veroverde de Hasmonese koning Johannes Hyrkanus de stad. De stad bleef onder Hasmonees bestuur tot aan de tijd van Pompeius.

### Romeinse tijd
In 63 v.Chr. veroverde de Romeinse veldheer Pompeius het gebied. Van Azotus (en de andere voormalige Filistijnse steden) maakte hij een vrije stad, onder zelfstandig bestuur. De stad liep zware schade op toen Alexander, de zoon van de Hasmoneeër Aristobulus II, de Romeinen uit Judea probeerde te verjagen, maar nadat Alexander verslagen was, liet Marcus Antonius de stad herstellen.
Onder Herodes de Grote maakten de kuststeden opnieuw deel uit van het Joodse land. Herodes herbouwde Azotus ingrijpend en verfraaide de stad met nieuwe, grote gebouwen. Opnieuw werd er handel gedreven met andere delen van het Middellandse Zeegebied.
Tijdens de Joodse Oorlog is Azotus opnieuw verwoest, nu door de Romeinse veldheer (en latere keizer) Vespasianus die de opstand moest neerslaan.
In later tijd lag nog wel een nederzetting op de plaats van Azotus, maar deze is te klein gebleven om nog een rol van betekenis te spelen. De stad werd voorbijgestreefd door het 500 meter verderop gelegen Ashdod-Yam, dat tot in de tijd van de Kruistochten bewoond bleef.

### Ishdud, de oude stad
Dit was de naam van de oude Palestijns-Arabische stad. Tijdens de Arabisch-Israëlische-Oorlog vochten het Israëlische en het Egyptische leger om de stad. Volgens Ilan Pappé werd de stad in november 1948 ingenomen. Volgens de site Palestineremembered.org door de Givati-brigade. Dezelfde site spreekt over de operaties Yo'av en HaHar én over een bloedbad dat zou hebben plaatsgevonden. Het stadje werd met de grond gelijkgemaakt op twee scholen, een vervallen moskee en een schrijn na. De ongeveer 5000 bewoners werden verdreven richting Gaza.

### Modern Ashdod

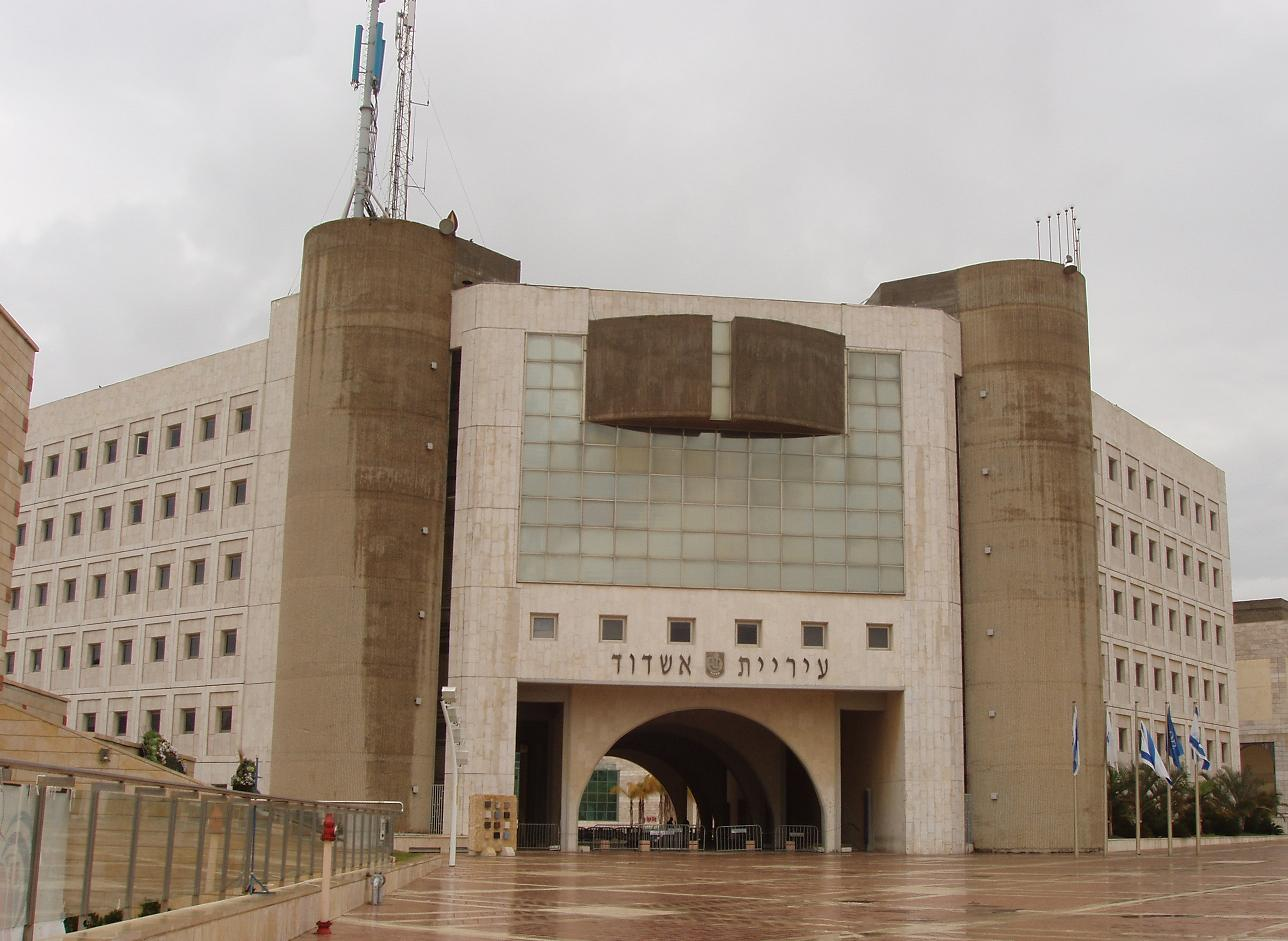
Stadhuis

Cultureel centrum in aanbouw

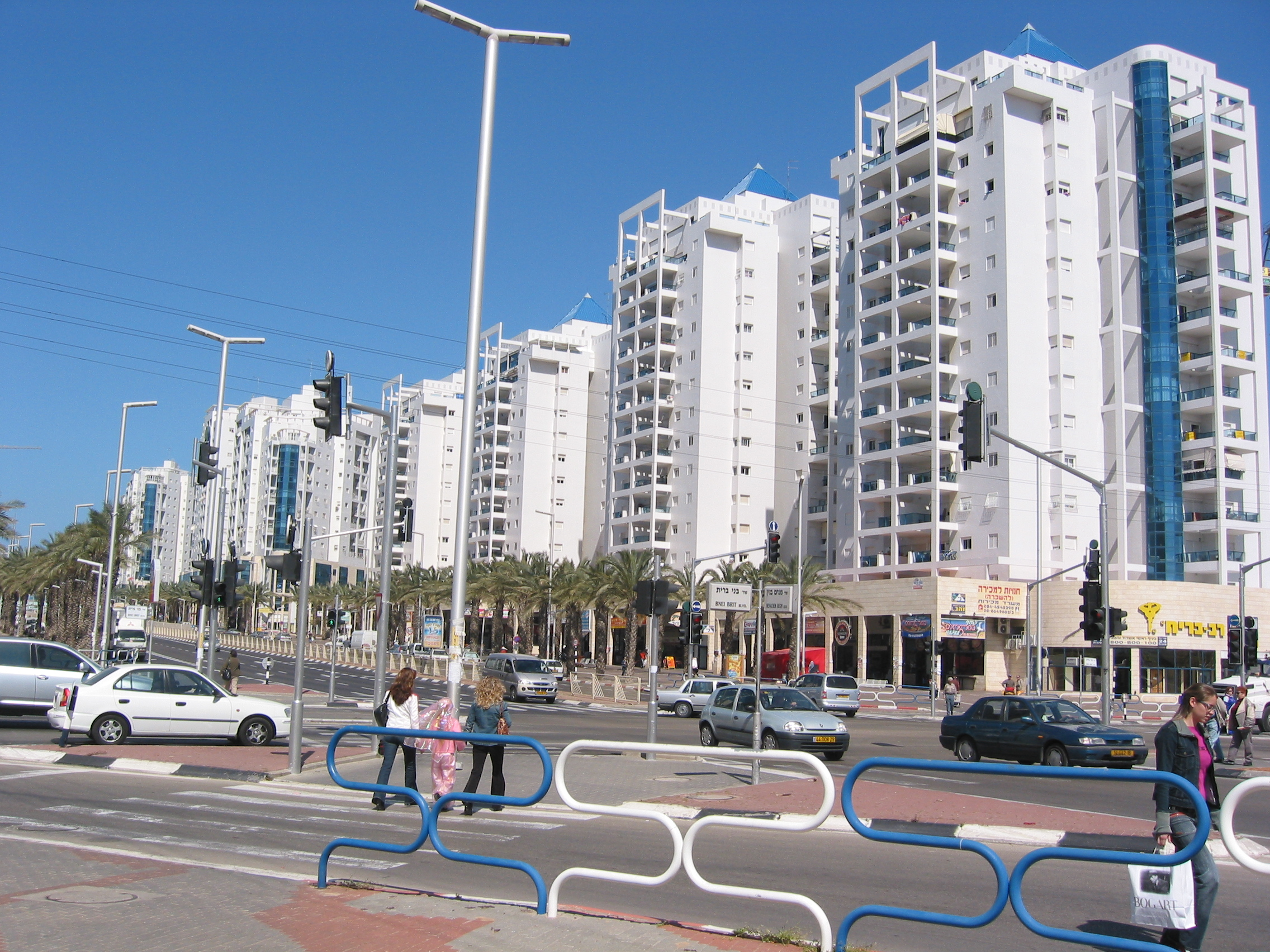
Moderne flatgebouwen

In 1957 werd begonnen met de bouw van het moderne Asjdod, 3 kilometer ten noorden van de oude stad. In 1959 werd de eerste gemeenteraad gekozen. Vanaf 1991 is de stad explosief gegroeid, vooral door de toestroom van Joden uit de voormalige Sovjet-Unie. Tussen 1990 en 2001 groeide de stad met meer dan 100.000 inwoners, waarmee het inwoneraantal met 150% toenam.

## Geografie
De diepwaterhaven van Asjdod ligt aan de monding van de Lachisj-rivier (Soechrir) en is gebouwd aan de open zee. Op 21 november 1965 was de haven operationeel. Met de bouw van de haven werd de havencapaciteit van Israël verdubbeld. Vooral voor het vervoer van en naar het zuidelijke deel van het land is het belang van deze stad groot. Verder heeft de stad veel industrie. Haven en industrie zijn in het noorden van de stad geconcentreerd.
Asjdod heeft uitgestrekte stranden en duinen, die vooral Israëlische strandgangers en dagjesmensen aantrekken.

## Sport
De belangrijkste voetbalclub van Asjdod is MS Asjdod.

## Bekende Ashdoders
- Dafna Dekel (zangeres)
- Ofir Marciano (voetballer)
- Haim Revivo (voetballer)

## Partnersteden
- Bordeaux, Frankrijk